# Aritz Aduriz
Aritz Aduriz Zubeldia (* 11. února 1981 San Sebastián) je bývalý španělský profesionální fotbalista, který hrával na pozici útočníka. Svoji hráčskou kariéru ukončil 20. května 2020 ve věku 39 let v dresu Athletica Bilbao, ve kterém strávil podstatnou část své kariéry. Mezi lety 2010 a 2017 odehrál také 13 utkání v dresu španělské reprezentace, ve kterých vstřelil dvě branky.

## Klubová kariéra
Odchovanec Antiguoka vytvořil 3. listopadu 2016 v dresu španělského klubu Athletic Bilbao rekord Evropské ligy UEFA v počtu nastřílených branek jedním hráčem během utkání, v zápase základní skupiny ročníku 2016/17 proti belgickému mužstvu KRC Genk skóroval pětkrát (výhra 5:3).

## Reprezentační kariéra
V A-mužstvu Španělska přezdívaném La Furia Roja debutoval 8. 10. 2010 v kvalifikačním zápase v Salamance proti reprezentaci Litvy (výhra 3:1). K dalšímu utkání v národním dresu nastoupil až 24. 3. 2016 (tedy po cca pěti a půl letech) v přípravném zápase proti Itálii, kde vyrovnával na konečných 1:1.
Trenér Vicente del Bosque jej nominoval na EURO 2016 ve Francii, kde byli Španělé vyřazeni v osmifinále Itálií po porážce 0:2. Aduriz nastoupil ve třech zápasech svého mužstva ze čtyř na šampionátu – v základní skupině D proti ČR (výhra 1:0) a Chorvatsku (prohra 1:2) a v osmifinále.